# Donnie Wahlberg
Donald Edmond Wahlberg Jr. (Boston, 1969. augusztus 17. –) amerikai énekes, dalszerző, rapper, színész, lemez- és filmproducer. Mark Wahlberg énekes-színész testvére.
A New Kids on the Block zenekar alapító tagja. Színészként szerepelt a Váltságdíj (1996) és a Hatodik érzék (1999) című filmdrámában, továbbá az Álomcsapda (2003) című horrorfilmben és a hasonló műfajú Fűrész-filmsorozatban (2005–2007). 2007-ben A törvény gyilkosa című akcióthrillerben, 2011-ben A gondozoo című vígjátékban tűnt fel.
A 2001-es Az elit alakulat című második világháborús minisorozatban Carwood Liptont alakította. 2010 óta a Zsaruvér című bűnügyi sorozat főszereplője. 2013-ban a Boston legjobb zsarui sorozat narrátora és vezető producere volt. 

## Fiatalkora és családja
1969. augusztus 17-én született Boston Dorchester városrészében. Kilenc gyermek közül ő a második legfiatalabb: idősebb testvérei Arthur, Jim, Paul, Robert, Tracey, Michelle és Debbie. Öccse Mark, aki szórakoztatóipari karrierjét a New Kids on the Block nevű zenekar frontembereként kezdte az 1990-es évek elején. Apja első házasságából három féltestvére is van: Donna, Scott és Buddy. Édesanyja, Alma Elaine (született Donnelly) banki ügyintéző és ápolónő volt, 2021. április 19-én hunyt el, édesapja, Donald Edmond Wahlberg Sr. pedig teherautósofőrként dolgozott; 1982-ben váltak el.
Apja svéd és ír származású volt, anyja pedig ír, angol és francia-kanadai felmenőkkel rendelkezett.

## Filmográfia

### Film
| Év   | Magyar cím                         | Eredeti cím                                          | Szerep                   | Magyar hang            |
| ---- | ---------------------------------- | ---------------------------------------------------- | ------------------------ | ---------------------- |
| 1996 | Önpusztítók                        | Bullet                                               | Big Balls                | Balázsi Gyula          |
| 1996 | Váltságdíj                         | Ransom                                               | Cubby Barnes             | Kálloy Molnár Péter    |
| 1996 |                                    | Black Circle Boys                                    | Greggo                   |                        |
| 1998 | Halott gengszterek                 | Body Count                                           | Booker                   | Kálid Artúr            |
| 1998 | Halálra szerződve                  | Butter                                               | Rick Damon               |                        |
| 1998 | Maffiaháború – A vér kötelez       | Southie                                              | Danny Quinn              |                        |
| 1999 | Hatodik érzék                      | The Sixth Sens                                       | Vincent Grey             | Dévai Balázs           |
| 2000 |                                    | Bullfighter                                          | Chollo                   |                        |
| 2000 | Gyémántember                       | Diamond Men                                          | Bobby Walker             |                        |
| 2002 | Balfék balhé                       | Triggermen                                           | Terry Mulloy, bérgyilkos | Bozsó Péter            |
| 2003 | Álomcsapda                         | Dreamcatcher                                         | Douglas 'Duddits' Cavell | Breyer Zoltán          |
| 2005 | Fűrész II.                         | Saw II                                               | Eric Matthews nyomozó    | Epres Attila           |
| 2005 | Szabad egy táncra?                 | Marilyn Hotchkiss' Ballroom Dancing and Charm School | Randall Ipswitch         | Barabás Kiss Zoltán    |
| 2006 | Annapolis – Ahol a hősök születnek | Annapolis                                            | Burton parancsnok        | Barát Attila           |
| 2006 | Fűrész III.                        | Saw III                                              | Eric Matthews nyomozó    | Epres Attila           |
| 2007 | Halálos hallgatás                  | Dead Silence                                         | Jim Lipton nyomozó       | Földi Tamás            |
| 2007 | Fűrész IV.                         | Saw IV                                               | Eric Matthews nyomozó    | Epres Attila           |
| 2008 | A törvény gyilkosa                 | Righteous Kill                                       | Teddy Riley nyomozó      | Epres Attila           |
| 2008 | Bűnös utcák                        | What Doesn't Kill You                                | Moran nyomozó            | Sarádi Zsolt           |
| 2011 | A gondozoo                         | Zookeeper                                            | Shane                    | Dévai Balázs           |
| 2011 | A gondozoo                         | Zookeeper                                            | Shane                    | Maday Gábor            |
| 2011 | A gondozoo                         | Zookeeper                                            | Shane                    | Horváth-Töreki Gergely |

### Televízió
| Év        | Magyar cím                   | Eredeti cím                           | Szerep                        | Megjegyzések                                              |
| --------- | ---------------------------- | ------------------------------------- | ----------------------------- | --------------------------------------------------------- |
| 1998      | Hajsza a föld alatt          | The Taking of Pelham One Two Three    | Mr. Grey                      | - tévéfilm - magyar hangja: - Bozsó Péter - Oberfrank Pál |
| 1999      | Purgatórium                  | Purgatory                             | Glen rendőr / Billy, a Kölyök | - tévéfilm - magyar hangja: - Dolmány Attila              |
| 2000      | Ügyvédek                     | The Practice                          | Patrick Rooney                | 1 epizód                                                  |
| 2001      | Undercover – A titkos csapat | UC: Undercover                        | Bobby                         | 1 epizód                                                  |
| 2001      | Az elit alakulat             | Band of Brothers                      | Carwood Lipton                | - 10 epizód - magyar hangja: - Bozsó Péter                |
| 2001      | New York sűrűjében           | Big Apple                             | Chris Scott                   | 7 epizód                                                  |
| 2002–2003 |                              | Boomtown                              | Joel Stevens nyomozó          | 24 epizód                                                 |
| 2005      |                              | N.Y.-70                               | Mike Ryan nyomozó             | tévéfilm                                                  |
| 2006      | 9/11 – A terrorizmus útja    | The Path to 9/11                      | Kirk                          | 2 epizód                                                  |
| 2006–2008 | Szökésben                    | Runaway                               | Paul Rader                    | 9 epizód                                                  |
| 2007      | Kutyaszorítóban              | The Kill Point                        | Horst Cali nyomozó            | 8 epizód                                                  |
| 2007      | A South Beach királyai       | Kings of South Beach                  | Andy nyomozó                  | - tévéfilm - magyar hangja: - Forgács Péter               |
| 2009      |                              | Bunker Hill                           | Mike Moriarty nyomozó         | tévéfilm (vezető producer)                                |
| 2010      | Célkeresztben                | In Plain Sight                        | Jimmy McCabe / Jimmy Porter   | 1 epizód                                                  |
| 2010      | Született detektívek         | Rizzoli & Isles                       | Joey Grant hadnagy            | 2 epizód                                                  |
| 2010–2024 | Zsaruvér                     | Blue Bloods                           | Danny Reagan                  | - főszereplő - rendező (1 epizód)                         |
| 2013      | Boston legjobb zsarui        | Boston's Finest                       | narrátor                      | - 8 epizód - vezető producer (12 epizód)                  |
| 2014–2019 |                              | Wahlburgers                           | önmaga                        | - realityshow - vezető producer                           |
| 2015      |                              | Rock This Boat: New Kids On The Block | önmaga                        | - realityshow - vezető producer                           |
| 2015–2016 |                              | Donnie Loves Jenny                    | önmaga                        | - realityshow - vezető producer                           |
| 2016      |                              | Fuller House                          | önmaga                        | 1 epizód                                                  |
| 2017      |                              | Return of the Mac                     | önmaga                        | 8 epizód (vezető producer)                                |
| 2019–     |                              | Very Scary People                     | önmaga                        | podcast                                                   |
| 2021      |                              | The Masked Singer                     | Cluedle-Doo                   | vendég (5. évad, 12 epizód)                               |

## Fordítás
- Ez a szócikk részben vagy egészben  a   Donnie Wahlberg című angol Wikipédia-szócikk fordításán alapul.  Az eredeti cikk szerkesztőit annak laptörténete sorolja fel. Ez a jelzés csupán a megfogalmazás eredetét és a szerzői jogokat jelzi, nem szolgál a cikkben szereplő információk forrásmegjelöléseként.